# Gelochelidon
Gelochelidon is een geslacht van vogels uit de familie meeuwen (Laridae). Het geslacht telt twee soorten.

## Soorten
- Gelochelidon macrotarsa  – Australische lachstern
- Gelochelidon nilotica  – Lachstern